# یوزف موینارچیک
یوزف موینارچیک (لهستانی: Józef Młynarczyk؛ زادهٔ ۲۰ سپتامبر ۱۹۵۳) بازیکن فوتبال اهل لهستان بود.
از باشگاه‌هایی که در آن بازی کرده‌است می‌توان به باشگاه فوتبال ویدزف ووچ، باشگاه فوتبال باستیا، و باشگاه فوتبال پورتو اشاره کرد.
وی همچنین در تیم ملی فوتبال لهستان بازی کرده‌است.